# Ekvipotencial
Ekvipotencial je območje prostora z enakim potencialom, na primer električnim ali težnostnim, v vsaki točki.
Izraz se običajno nanaša na skalarne potenciale. Ekvipotencialna regija v trirazsežnem prostoru je pogosto ekvipotencialna ploskev, lahko pa tudi trirazsežno telo. Gradient skalarnega potenciala je povsod pravokoten na ekvipotencialno ploskev.